# معالم المياه

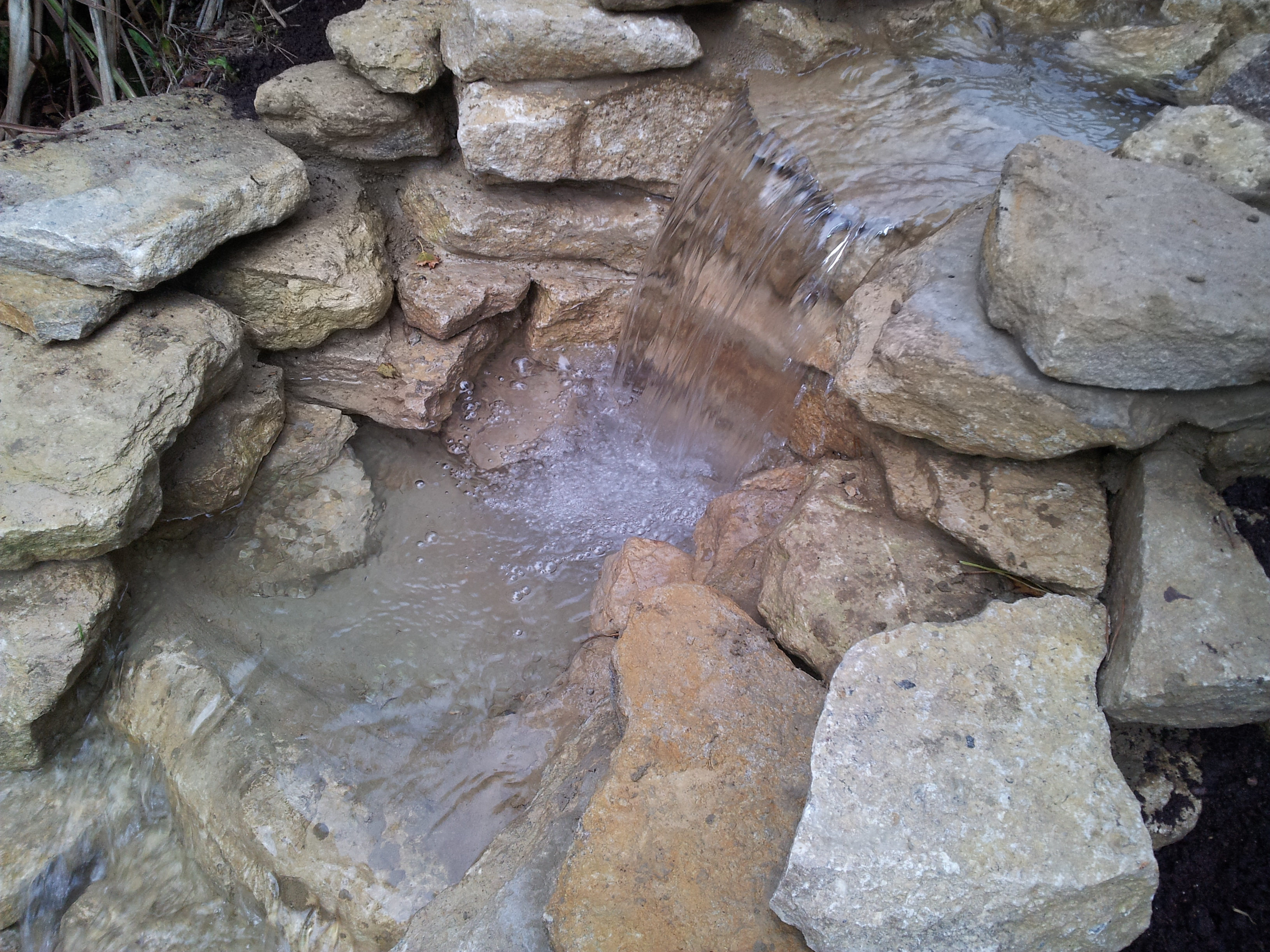
معلم مائي على شكل شلال حجري. تكون المياه متدفقة فوق الصخور الطبيعية لتكوين معلم مياه طبيعي على جانب التل.

في هندسة المناظر الطبيعية وتصميم الحدائق، تكون معالم المياه عبارة عن عنصر أو أكثر من مجموعة من النوافير والالعاب المائية والمسابح والبرك والأنهار الصغيرة والشلالات الإصطناعية والجداول. قبل القرن الثامن عشر كانت تعمل عادةً بطاقة الجاذبية، على الرغم من أن سترابو وصف حدائق بابل المعلقة الشهيرة على أنها مزودة بمسمار أرخميدس وتم تزويد أمثلة أخرى بالماء باستخدام كباش هيدروليكية.

تم تشغيل معالم المياه القديمة باستخدام قوى الجاذبية، أو القوة البشرية أو الحيوانات لضخ المياه. منذ القرن الثامن عشر، معظم معالم المياه تم تشغيلها بالمضخات، حيث أنه في الماضي، كان مصدر الطاقة في بعض الأحيان محركًا بخاريًا، ولكن في المعالم الحديثة كانت تعمل بالكهرباء في جميع الأحوال تقريبا .

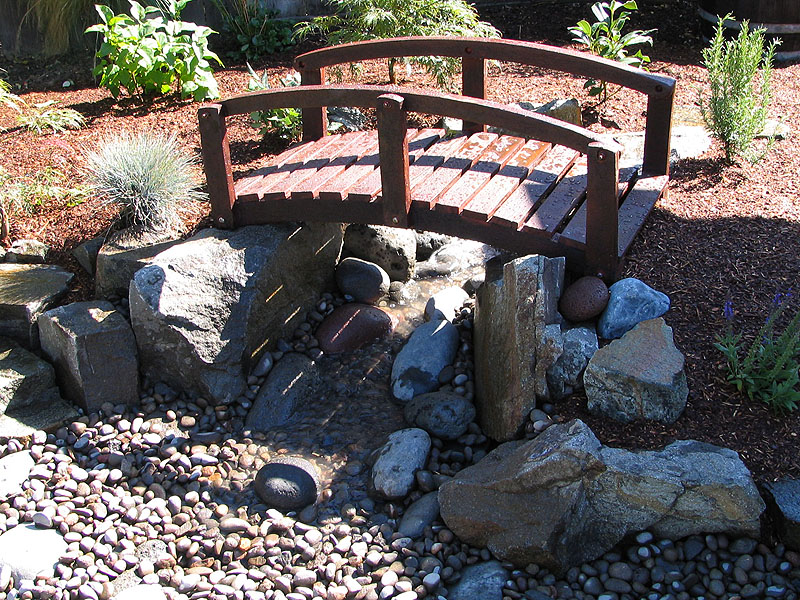
معلم مياه صغير بدون بركة في جاكسون فيل، أوريغون، الولايات المتحدة. يقع خزان المياه والمضخة تحت بعض الصخور بعيدا عن الأنظار.

وهناك مجموعة متزايدة من التصاميم المبتكرة حيث يُصبح السوق أكثر رسوخًا ويصبح الناس أكثر إدراكًا لطرق التركيب البديلة مثل الطاقة الشمسية. وتتضمن مزايا استخدام الطاقة الشمسية الفوائد البيئية، وعدم وجود خطوط كهربائية في الحديقة، والطاقة الحرة.
إن معالم المياه الحديثة تتسم عادة بأنها ذاتية التحكم، وهذا يعني أنها لا تتطلب وضع المياه في هيئة طبقات؛ بل إن المياه يُعاد تدويرها إما من بركة أو من خزان مخفي، ويعرف أيضا باسم الحوض المُجمع للمياه، يمكن إحتواء الحوض داخل المعلم المائي نفسه، أو دفنه تحت الأرض (في حالة ميزة المياه الخارجية).
قد يكون معلم المياه داخلي أو خارجي، ويمكن أن يتراوح حجمه من نافورة المياه العليا إلى شلال مائي كبير داخل الماء يُغطي الجدار بأكمله في مبنى كبير، ويمكن تصنيعه من أي عدد من المواد، بما في ذلك الحجر والفولاذ المقاوم للصدأ والصمغ والحديد والزجاج. ويتم التحكم في معظم معالم المياه إلكترونيا، بدءًا من وحدات التشغيل الموقت البسيطة وحتى أدوات التحكم المحوسبة المتطورة لمزامنة الموسيقى مع الرسوم المتحركة المائية والضوء.
غالبًا ما تقدم معالم المياه فوائد إضافية لمالكي المنازل، مثل زيادة ضغط الجاذبية، والقيمة المنزلية، وانخفاض التلوث الضوضائي (بسبب صوت الماء الذي يفوق الضوضاء الخارجية)، وزيادة الرطوبة في المناطق الجافة وتحسين جودة الهواء.

## التاريخ

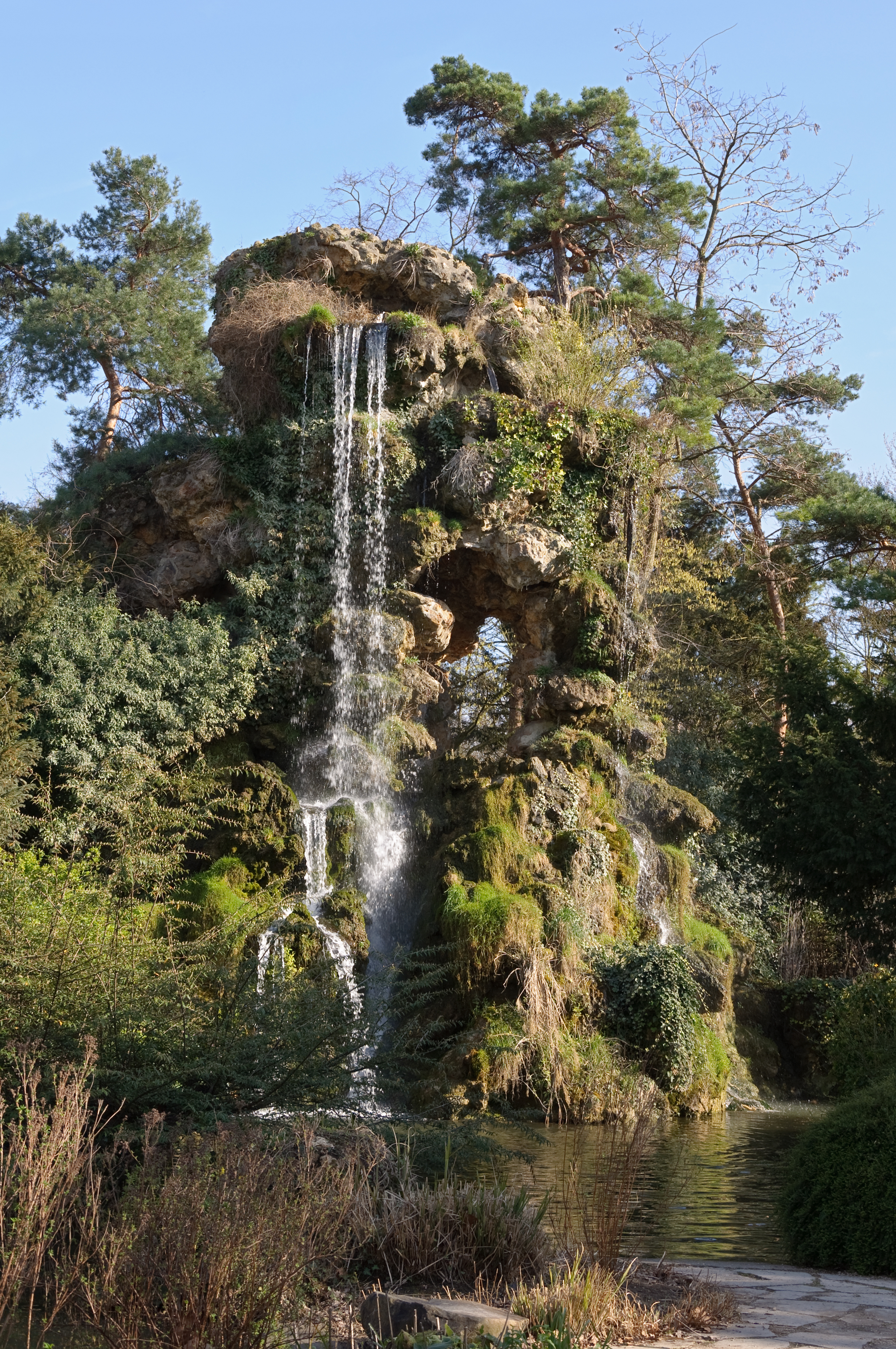
شلال اصطناعي في منتزه باجاتيل، في فرنسا

في أوروبا الحديثة في وقت مبكر، تم العثور على النوافير في الحدائق المتقنة من قصور الأثرياء، وفي العصر الحديث يمكن أن تكون عنصرا في التصاميم المتحضرة المقدمة من قبل السلطات البلدية أو الاشتراك العام. وغالبا ما توجد معالم المياه في حدائق منازل الطبقة المتوسطة.
ومن الأمثلة الحديثة البارزة، نافورة ديانا، أميرة ويلز التذكارية في لندن، إنجلترا.